# Michael Jovy
Michael Jovy (n.  ?) a fost un diplomat german. 

## Biografie
Jovy, fiul primarului independent cu același nume din Gladbeck, a fost membru al unui grup de opoziție din Renania în perioada nazistă. La sfârșitul anului 1939 a fost arestat și condamnat la șase ani de închisoare.
În anii 1950 a fost angajat la Ministerul Afacerilor Externe al Republicii Federale Germania (Germania de Vest). A fost ambasador în Guyana, Mali, Sudan și  Algeria. Din 1980 până în 1983 a fost ambasadorul Republicii Federale Germania în România.
În 1982 a fost declarat „drept între popoare” de către Institutul Yad Vashem.